# Badanie per rectum

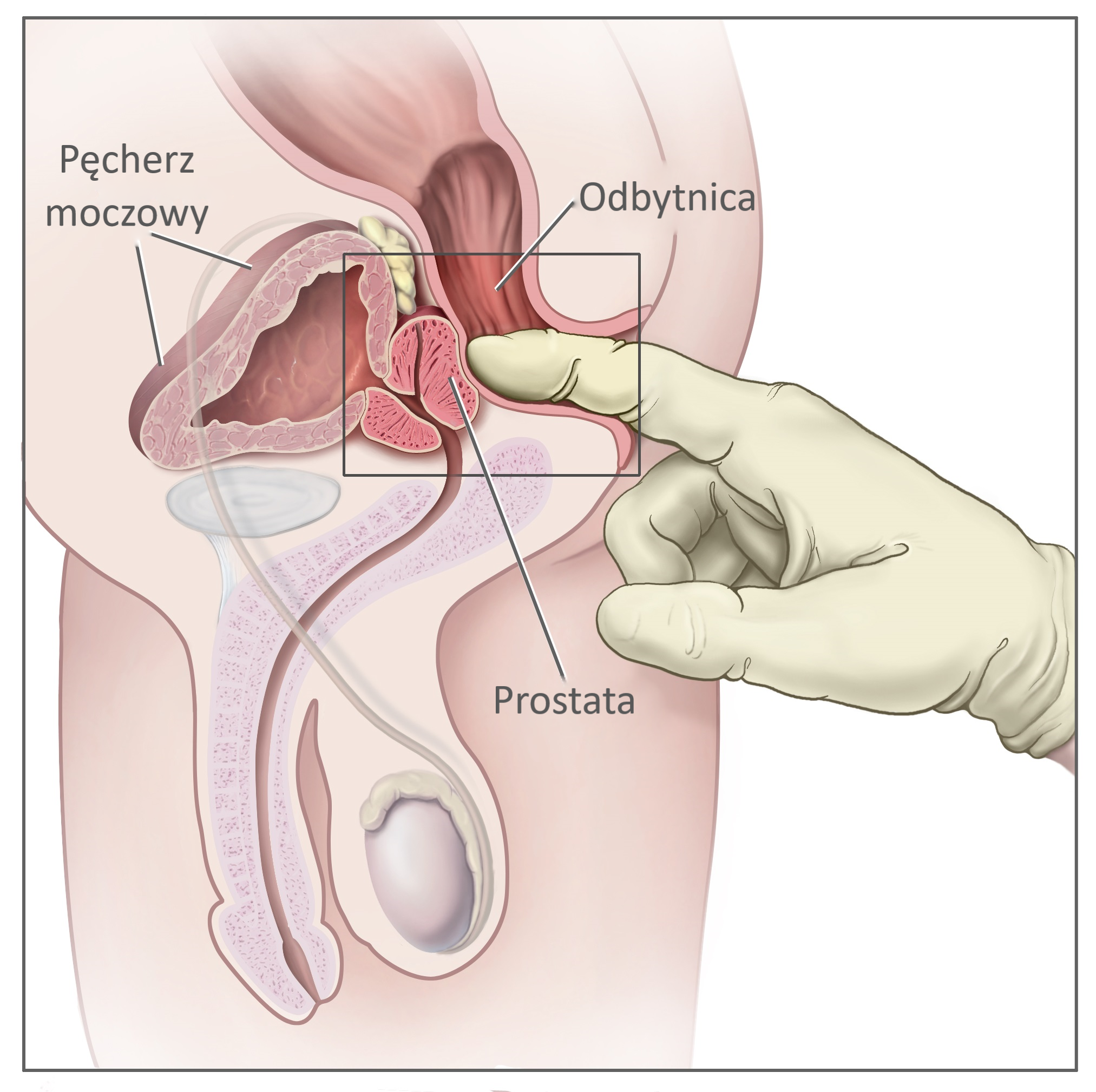
Metoda badania per rectum (u mężczyzny)

Badanie per rectum, badanie przez odbytnicę, badanie przez odbyt, badanie przezodbytnicze, badanie PR, badanie p.r. (od łac. per rectum, przez odbytnicę), badanie DRE (od ang. digital rectal examination) – jedno z podstawowych badań lekarskich stosowanych w proktologii, ginekologii, urologii i innych specjalnościach lekarskich.
Badanie wykonuje się palcem. Pacjent znajduje się w pozycji łokciowo-kolanowej lub leży na boku. Palec w trakcie badania wchodzi na głębokość około 7–8 cm, w okolicę fałdu Kohlrauscha.

## Twory dostępne w badaniuper rectum
U obu płci:
- śluzówka odbytnicy
- kość krzyżowa
- kość guziczna
- przestrzeń zaodbytnicza
- doły kulszowo-odbytnicze
- bańka odbytnicy i dolna pętla esicy
- pętle jelita krętego i jelito ślepe z wyrostkiem robaczkowym

U mężczyzn:
- bańki nasieniowodów
- pęcherz moczowy (dno)
- stercz (inaczej prostata, gruczoł krokowy)
- opuszka prącia
- pęcherzyki nasienne

U kobiet:
- tylne sklepienie pochwy
- szyjka macicy
- jajniki
- zagłębienie odbytniczo-maciczne
- główka płodu (u kobiet w ciąży)

Oprócz tworów dostępnych w badaniu ocenia się długość kanału odbytu, napięcie mięśni zwieraczy i ich integralność, a także zawartość światła odbytnicy.